# Lygephila lusoria
Lygephila lusoria är en fjärilsart som beskrevs av Carl von Linné 1758. Lygephila lusoria ingår i släktet Lygephila och familjen nattflyn. Inga underarter finns listade i Catalogue of Life.

## Bildgalleri

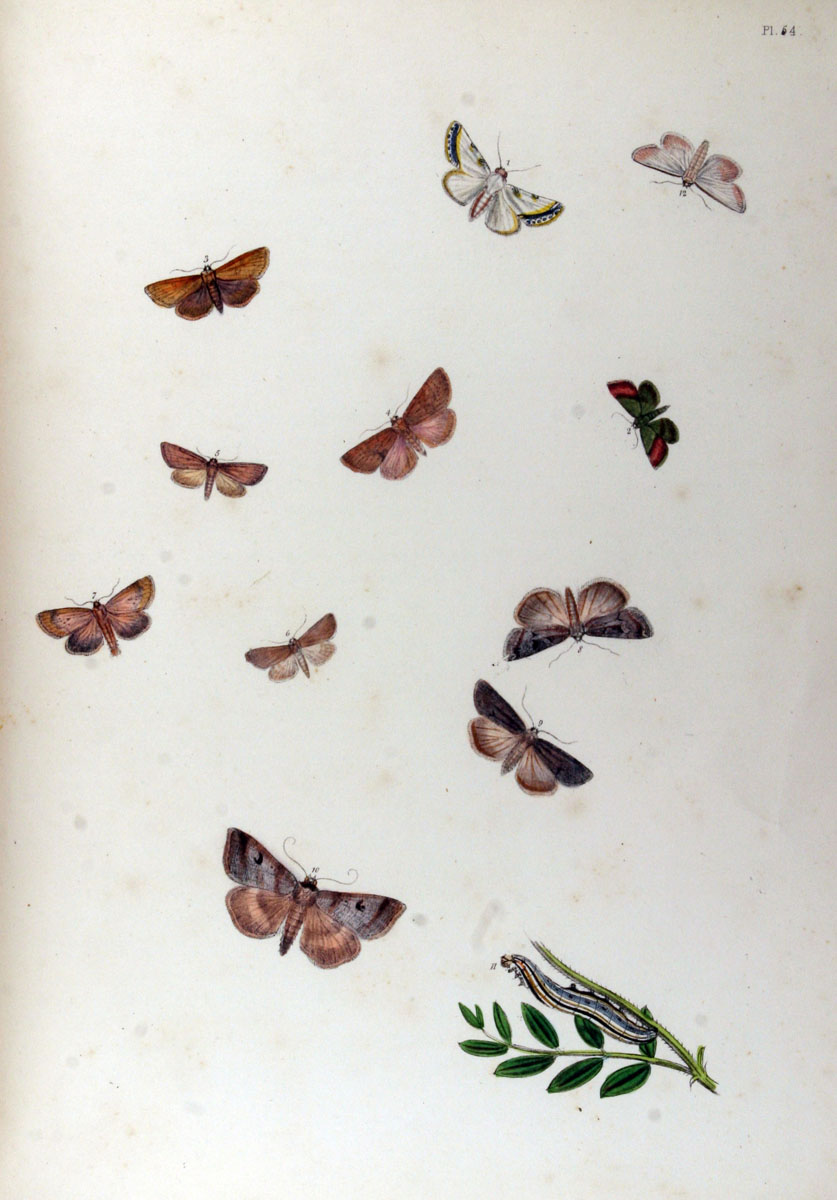